# Барыш, Дениз
Дениз Барыш (тур. Deniz Barış; род. 2 июля 1977, Кемах) — турецкий футболист, игравший на позициях опорного полузащитника или центрального защитника. Выступал за сборную Турции.

## Клубная карьера
Дениз Барыш начинал свою карьеру футболиста в немецком любительском клубе «СВ Эсте 06/70». В 1999 году он подписал контракт с клубом Второй Бундеслиги «Санкт-Паули». 20 мая 2001 года Дениз забил свой первый гол на профессиональном уровне, принесший гостевую победу над «Нюрнбергом». По итогам сезона 2000/01 «Санкт-Паули» завоевал себе место в Бундеслиге. 29 июля 2001 года Дениз дебютировал в главной немецкой лиге, выйдя на замену в конце домашнего матча против «Герты».
Летом 2002 года Дениз перебрался в клуб турецкой Суперлиги «Генчлербирлиги», за который отыграл следующие 2 сезона. 13 апреля 2003 года его гол на последней минуте принёс столичному клубу гостевую ничью в поединке с «Фенербахче». В последний Дениз и перешёл летом 2004 года, где провёл 6 лет. За это время он дважды становился в составе «Фенербахче» чемпионом Турции и один раз побеждал в Суперкубке Турции. В 2010 году Дениз подписал контракт с командой Суперлиги «Антальяспор». 29 октября 2012 года он забил гол «Фенербахче», поставивший точку в неожиданной гостевой победе «Антальяспора». По окончании сезона 2013/14 Дениз завершил свою профессиональную карьеру.

## Достижения
«Фенербахче»
- Чемпион Турции (1): 2004/05, 2006/07
- Обладатель Суперкубка Турции (1): 2007

 «Сборная Турции»
- Бронзовый призёр Кубка конфедераций (1): 2003